# Panic! at the Disco/Diskografie
Diese Diskografie ist eine Übersicht über die musikalischen Werke der US-amerikanischen Alternative-Rock-Band Panic! at the Disco. Den Schallplattenauszeichnungen zufolge hat sie bisher mehr als 79,4 Millionen Tonträger verkauft, davon alleine in ihrer Heimat über 64,5 Millionen. Ihre erfolgreichste Veröffentlichung ist die Single High Hopes mit über 12,3 Millionen verkauften Einheiten.

## Alben

### Studioalben
| Jahr | Titel Musiklabel                                                | Höchstplatzierung, Gesamtwochen, AuszeichnungChartplatzierungen (Jahr, Titel, Musiklabel, Platzierungen, Wochen, Auszeichnungen, Anmerkungen) | Höchstplatzierung, Gesamtwochen, AuszeichnungChartplatzierungen (Jahr, Titel, Musiklabel, Platzierungen, Wochen, Auszeichnungen, Anmerkungen) | Höchstplatzierung, Gesamtwochen, AuszeichnungChartplatzierungen (Jahr, Titel, Musiklabel, Platzierungen, Wochen, Auszeichnungen, Anmerkungen) | Höchstplatzierung, Gesamtwochen, AuszeichnungChartplatzierungen (Jahr, Titel, Musiklabel, Platzierungen, Wochen, Auszeichnungen, Anmerkungen) | Höchstplatzierung, Gesamtwochen, AuszeichnungChartplatzierungen (Jahr, Titel, Musiklabel, Platzierungen, Wochen, Auszeichnungen, Anmerkungen) | Anmerkungen                                                    |
| Jahr | Titel Musiklabel                                                | DE | AT | CH | UK | US | Anmerkungen                                                    |
| ---- | --------------------------------------------------------------- | --- | --- | --- | --- | --- | -------------------------------------------------------------- |
| 2005 | A Fever You Can’t Sweat Out Decaydance, Fueled by Ramen         | DE98 (4 Wo.)DE | AT37 (9 Wo.)AT | CH63 (2 Wo.)CH | UK17 Platin · (35 Wo.)UK | US13 ×4Vierfachplatin · (88 Wo.)US | Erstveröffentlichung: 27. September 2005 Verkäufe: + 4.500.000 |
| 2008 | Pretty. Odd. Decaydance, Fueled by Ramen                        | DE13 (4 Wo.)DE | AT5 (7 Wo.)AT | CH71 (2 Wo.)CH | UK2 Gold · (6 Wo.)UK | US2 Platin · (18 Wo.)US | Erstveröffentlichung: 21. März 2008 Verkäufe: + 1.140.000      |
| 2011 | Vices & Virtues Decaydance, Fueled by Ramen                     | DE64 (1 Wo.)DE | AT51 (1 Wo.)AT | CH90 (1 Wo.)CH | UK29 Silber · (4 Wo.)UK | US7 Gold · (13 Wo.)US | Erstveröffentlichung: 18. März 2011 Verkäufe: + 560.000        |
| 2013 | Too Weird to Live, Too Rare to Die! Decaydance, Fueled by Ramen | DE99 (1 Wo.)DE | AT70 (1 Wo.)AT | — | UK10 Gold · (3 Wo.)UK | US2 Platin · (109 Wo.)US | Erstveröffentlichung: 4. Oktober 2013 Verkäufe: + 1.147.500    |
| 2016 | Death of a Bachelor DCD2, Fueled by Ramen                       | DE23 (2 Wo.)DE | AT15 (3 Wo.)AT | CH41 (1 Wo.)CH | UK4 Platin · (102 Wo.)UK | US1 ×2Doppelplatin · (168 Wo.)US | Erstveröffentlichung: 15. Januar 2016 Verkäufe: + 2.415.000    |
| 2018 | Pray for the Wicked DCD2, Fueled by Ramen                       | DE8 (5 Wo.)DE | AT3 Platin · (4 Wo.)AT | CH13 (2 Wo.)CH | UK2 Gold · (46 Wo.)UK | US1 ×2Doppelplatin · (92 Wo.)US | Erstveröffentlichung: 22. Juni 2018 Verkäufe: + 2.285.000      |
| 2022 | Viva Las Vengeance DCD2, Fueled by Ramen                        | DE18 (1 Wo.)DE | AT46 (1 Wo.)AT | CH46 (1 Wo.)CH | UK5 (1 Wo.)UK | US13 (1 Wo.)US | Erstveröffentlichung: 19. August 2022                          |

### Livealben
| Jahr | Titel Musiklabel                                                                   | Höchstplatzierung, Gesamtwochen, AuszeichnungChartplatzierungen (Jahr, Titel, Musiklabel, Platzierungen, Wochen, Auszeichnungen, Anmerkungen) | Höchstplatzierung, Gesamtwochen, AuszeichnungChartplatzierungen (Jahr, Titel, Musiklabel, Platzierungen, Wochen, Auszeichnungen, Anmerkungen) | Höchstplatzierung, Gesamtwochen, AuszeichnungChartplatzierungen (Jahr, Titel, Musiklabel, Platzierungen, Wochen, Auszeichnungen, Anmerkungen) | Höchstplatzierung, Gesamtwochen, AuszeichnungChartplatzierungen (Jahr, Titel, Musiklabel, Platzierungen, Wochen, Auszeichnungen, Anmerkungen) | Höchstplatzierung, Gesamtwochen, AuszeichnungChartplatzierungen (Jahr, Titel, Musiklabel, Platzierungen, Wochen, Auszeichnungen, Anmerkungen) | Anmerkungen                             |
| Jahr | Titel Musiklabel                                                                   | DE | AT | CH | UK | US | Anmerkungen                             |
| ---- | ---------------------------------------------------------------------------------- | --- | --- | --- | --- | --- | --------------------------------------- |
| 2008 | … Live in Chicago Decaydance, Fueled by Ramen                                      | — | — | — | — | — | Erstveröffentlichung: 2. Dezember 2008  |
| 2017 | All My Friends We’re Glorious: Death of a Bachelor Tour Live DCD2, Fueled by Ramen | — | — | — | — | US185 (1 Wo.)US | Erstveröffentlichung: 15. Dezember 2017 |

### Kompilationen
| Jahr | Titel Musiklabel                                              | Anmerkungen                        |
| ---- | ------------------------------------------------------------- | ---------------------------------- |
| 2008 | Introducing… Panic at the Disco Decaydance, Fueled by Ramen   | Erstveröffentlichung: 19. Mai 2008 |
| 2011 | Panic! at the Disco Video Catalog Decaydance, Fueled by Ramen | Erstveröffentlichung: 1. März 2011 |

### EPs
| Jahr | Titel Musiklabel                        | Anmerkungen                       |
| ---- | --------------------------------------- | --------------------------------- |
| 2014 | Nicotine EP Decaydance, Fueled by Ramen | Erstveröffentlichung: 6. Mai 2014 |

## Singles
| Jahr | Titel Album                                                                                      | Höchstplatzierung, Gesamtwochen, AuszeichnungChartplatzierungen (Jahr, Titel, Album, Platzierungen, Wochen, Auszeichnungen, Anmerkungen) | Höchstplatzierung, Gesamtwochen, AuszeichnungChartplatzierungen (Jahr, Titel, Album, Platzierungen, Wochen, Auszeichnungen, Anmerkungen) | Höchstplatzierung, Gesamtwochen, AuszeichnungChartplatzierungen (Jahr, Titel, Album, Platzierungen, Wochen, Auszeichnungen, Anmerkungen) | Höchstplatzierung, Gesamtwochen, AuszeichnungChartplatzierungen (Jahr, Titel, Album, Platzierungen, Wochen, Auszeichnungen, Anmerkungen) | Höchstplatzierung, Gesamtwochen, AuszeichnungChartplatzierungen (Jahr, Titel, Album, Platzierungen, Wochen, Auszeichnungen, Anmerkungen) | Anmerkungen                                                                                       |
| Jahr | Titel Album                                                                                      | DE | AT | CH | UK | US | Anmerkungen                                                                                       |
| --- | ------------------------------------------------------------------------------------------------ | --- | --- | --- | --- | --- | ------------------------------------------------------------------------------------------------- |
| 2005 | The Only Difference Between Martyrdom and Suicide Is Press Coverage A Fever You Can’t Sweat Out  | — | — | — | — | US77 Platin · (8 Wo.)US | Erstveröffentlichung: 27. September 2005 Verkäufe: + 1.000.000                                    |
| 2006 | I Write Sins Not Tragedies A Fever You Can’t Sweat Out                                           | DE66 (9 Wo.)DE | — | — | UK25 ×2Doppelplatin · (13 Wo.)UK | US7 ×8Achtfachplatin + Gold (Mastertone) · (37 Wo.)US                                                                                    | Erstveröffentlichung: 27. Februar 2006 Verkäufe: + 9.580.000                                      |
| 2006 | But It’s Better If You Do A Fever You Can’t Sweat Out                                            | — | — | — | UK23 (6 Wo.)UK | US— PlatinUS | Erstveröffentlichung: 16. Mai 2006 Verkäufe: + 1.000.000                                          |
| 2006 | Lying Is the Most Fun a Girl Can Have Without Taking Her Clothes Off A Fever You Can’t Sweat Out | — | — | — | UK39 Silber · (4 Wo.)UK | US— PlatinUS | Erstveröffentlichung: 7. August 2006 Verkäufe: + 1.200.000                                        |
| 2007 | Build God, Then We’ll Talk A Fever You Can’t Sweat Out                                           | — | — | — | — | US— GoldUS | Erstveröffentlichung: 26. März 2007 Verkäufe: + 500.000                                           |
| 2008 | Nine in the Afternoon Pretty. Odd.                                                               | — | — | — | UK13 Gold · (12 Wo.)UK | US51 ×2Doppelplatin · (19 Wo.)US | Erstveröffentlichung: 29. Januar 2008 Verkäufe: + 2.475.000                                       |
| 2008 | Mad as Rabbits Pretty. Odd.                                                                      | — | — | — | — | — | Erstveröffentlichung: 25. März 2008                                                               |
| 2008 | That Green Gentleman (Things Have Changed) Pretty. Odd.                                          | — | — | — | UK96 (1 Wo.)UK | — | Erstveröffentlichung: 2. Mai 2008                                                                 |
| 2008 | Northern Downpour Pretty. Odd.                                                                   | — | — | — | — | — | Erstveröffentlichung: 14. November 2008                                                           |
| 2009 | New Perspective Jennifer’s Body: Original Motion Picture Soundtrack                              | — | — | — | — | — | Erstveröffentlichung: 28. Juli 2009                                                               |
| 2011 | The Ballad of Mona Lisa Vices & Virtues                                                          | — | — | — | UK43 Gold · (5 Wo.)UK | US89 Platin · (1 Wo.)US | Erstveröffentlichung: 31. Januar 2011 Verkäufe: + 1.435.000                                       |
| 2011 | C’mon –                                                                                          | — | — | — | — | — | Erstveröffentlichung: 17. Mai 2011 mit Fun                                                        |
| 2011 | Ready to Go (Get Me Out of My Mind) Vices & Virtues                                              | — | — | — | — | US— GoldUS | Erstveröffentlichung: 9. Mai 2011 Verkäufe: + 500.000                                             |
| 2011 | Let’s Kill Tonight Vices & Virtues                                                               | — | — | — | — | US— GoldUS | Erstveröffentlichung: 29. August 2011 Verkäufe: + 500.000                                         |
| 2011 | Mercenary Batman: Arkham City – The Album                                                        | — | — | — | — | — | Erstveröffentlichung: 24. Oktober 2011                                                            |
| 2013 | Miss Jackson Too Weird to Live, Too Rare to Die!                                                 | — | — | — | UK61 Silber · (1 Wo.)UK | US68 ×2Doppelplatin · (1 Wo.)US | Erstveröffentlichung: 15. Juli 2013 Verkäufe: + 2.240.000; feat. Lolo                             |
| 2013 | This Is Gospel Too Weird to Live, Too Rare to Die!                                               | — | — | — | UK— GoldUK | US87 ×3Dreifachplatin · (1 Wo.)US | Erstveröffentlichung: 12. August 2013 Verkäufe: + 3.440.000                                       |
| 2013 | Girls / Girls / Boys Too Weird to Live, Too Rare to Die!                                         | — | — | — | UK— SilberUK | US— PlatinUS | Erstveröffentlichung: 7. Oktober 2013 Verkäufe: + 1.200.000                                       |
| 2015 | Hallelujah Death of a Bachelor                                                                   | — | — | — | UK81 Silber · (1 Wo.)UK | US40 Platin · (1 Wo.)US | Erstveröffentlichung: 20. April 2015 Verkäufe: + 1.255.000                                        |
| 2015 | Victorious Death of a Bachelor                                                                   | — | — | — | UK— SilberUK | US89 ×2Doppelplatin · (4 Wo.)US | Erstveröffentlichung: 29. September 2015 Verkäufe: + 2.240.000                                    |
| 2015 | Emperor’s New Clothes Death of a Bachelor                                                        | — | — | — | UK88 Gold · (2 Wo.)UK | US68 ×2Doppelplatin · (4 Wo.)US | Erstveröffentlichung: 21. Oktober 2015 Verkäufe: + 2.440.000                                      |
| 2015 | Death of a Bachelor                                                                              | — | — | — | UK— GoldUK | US92 ×3Dreifachplatin · (1 Wo.)US | Erstveröffentlichung: 9. Dezember 2015 Verkäufe: + 3.495.000                                      |
| 2018 | Say Amen (Saturday Night) Pray for the Wicked                                                    | — | — | — | UK48 Silber · (5 Wo.)UK | US60 Platin · (3 Wo.)US | Erstveröffentlichung: 21. März 2018 Verkäufe: + 1.275.000                                         |
| 2018 | High Hopes Pray for the Wicked                                                                   | DE5 ×3Dreifachgold · (47 Wo.)DE | AT3 ×3Dreifachplatin · (52 Wo.)AT | CH3 Platin · (59 Wo.)CH | UK12 ×4Vierfachplatin · (58 Wo.)UK | US4 ×7Siebenfachplatin · (52 Wo.)US | Erstveröffentlichung: 23. Mai 2018 Verkäufe: + 12.303.333                                         |
| 2019 | Hey Look Ma, I Made it Pray for the Wicked                                                       | — | — | — | UK86 Silber · (1 Wo.)UK | US16 ×2Doppelplatin · (22 Wo.)US | Erstveröffentlichung: 26. Februar 2019 Verkäufe: + 2.360.000                                      |
| 2019 | Into the Unknown Frozen II                                                                       | — | — | — | UK74 Silber · (3 Wo.)UK | US98 Platin · (2 Wo.)US | Erstveröffentlichung: 4. November 2019 Verkäufe: + 1.240.000; Original: Idina Menzel feat. Aurora |
| 2022 | Viva Las Vengeance                                                                               | — | — | — | — | — | Erstveröffentlichung: 1. Juni 2022                                                                |
| 2022 | House of Memories Death of a Bachelor                                                            | DE12 (18 Wo.)DE | AT11 (20 Wo.)AT | CH32 (12 Wo.)CH | UK— PlatinUK | US— PlatinUS | Erstveröffentlichung: 28. Oktober 2022 Verkäufe: + 2.105.000                                      |
| Folgende Lieder erschienen nicht als Single, wurden aber durch das Album zum Download und Streaming bereitgestellt und konnten somit eine Platzierung erlangen: |                                                                                                  | | | | | |                                                                                                   |
| |                                                                                                  | | | | | |                                                                                                   |
| 2016 | Bohemian Rhapsody Suicide Squad: The Album                                                       | — | — | — | UK80 (1 Wo.)UK | US64 Gold · (1 Wo.)US | Charteinstieg: 18. August 2016 Verkäufe: + 500.000; Original: Queen                               |
| 2018 | The Greatest Show The Greatest Showman: Reimagined                                               | — | — | — | UK39 Silber · (6 Wo.)UK | US— GoldUS | Charteinstieg: 15. November 2018 Verkäufe: + 700.000                                              |

## Musikvideos
| Jahr | Titel                                                                | Regie                                |
| ---- | -------------------------------------------------------------------- | ------------------------------------ |
| 2006 | I Write Sins, Not Tragedies                                          | Shane Drake                          |
| 2006 | But It’s Better If You Do                                            | Shane Drake                          |
| 2006 | Lying Is the Most Fun a Girl Can Have Without Taking Her Clothes Off | Travis Kopach                        |
| 2007 | Build God, Then We’ll Talk                                           | Andy Soup                            |
| 2008 | Nine in the Afternoon                                                | Shane Drake                          |
| 2008 | Mad as Rabbits                                                       | Shane Valdés                         |
| 2008 | That Green Gentleman (Things Have Changed)                           | Alan Ferguson                        |
| 2008 | Northern Downpour                                                    | Behn Fannin                          |
| 2008 | It’s Almost Halloween                                                |                                      |
| 2009 | New Perspective                                                      | Kai Regan                            |
| 2011 | The Ballad of Mona Lisa                                              | Shane Drake                          |
| 2011 | The Overture                                                         | Shane Drake                          |
| 2011 | Ready to Go (Get Me Out of My Mind)                                  | Shane Drake                          |
| 2011 | Let’s Kill Tonight                                                   |                                      |
| 2013 | Miss Jackson                                                         | Jordan Bahat                         |
| 2013 | This Is Gospel                                                       | Daniel Cloud Campos                  |
| 2013 | Girls / Girls / Boys                                                 | DJay Brawner                         |
| 2014 | Nicotine                                                             | Kai Regan                            |
| 2014 | This Is Gospel (Piano-Version)                                       | Scantron & Mel Soria                 |
| 2015 | Hallelujah                                                           | Norton                               |
| 2015 | Emperor’s New Clothes                                                | Daniel Cloud Campos                  |
| 2015 | Victorious                                                           | Brandon Dermer                       |
| 2015 | Death of a Bachelor                                                  | Scantron & Mel Soria                 |
| 2016 | Don’t Threaten Me with a Good Time                                   | Tim Hendrix                          |
| 2016 | LA Devotee                                                           | Scantron & Mel Soria                 |
| 2018 | Say Amen (Saturday Night)                                            | Daniel Cloud Campos & Spencer Susser |
| 2018 | Hey Look Ma, I Made It                                               | Brandon Dermer                       |
| 2018 | High Hopes                                                           | Brendan Walter & Mel Soria           |
| 2019 | Dancing’s Not a Crime                                                | Brandon Dermer                       |
| 2022 | Viva Las Vengeance                                                   | Brendan Walter                       |
| 2022 | Middle of a Breakup                                                  | Brendan Walter                       |
| 2022 | Don’t Let the Light Go Out                                           | Brendan Walter                       |
| 2022 | Sad Clown                                                            | Brendan Walter                       |
| 2022 | Sugar Soaker                                                         | Brendan Walter                       |
| 2022 | Do It to Death                                                       | Brendan Walter                       |

## Promoveröffentlichungen
Promo-Singles

| Jahr | Titel Album                                            | Höchstplatzierung, Gesamtwochen, AuszeichnungChartplatzierungen (Jahr, Titel, Album, Platzierungen, Wochen, Auszeichnungen, Anmerkungen) | Höchstplatzierung, Gesamtwochen, AuszeichnungChartplatzierungen (Jahr, Titel, Album, Platzierungen, Wochen, Auszeichnungen, Anmerkungen) | Höchstplatzierung, Gesamtwochen, AuszeichnungChartplatzierungen (Jahr, Titel, Album, Platzierungen, Wochen, Auszeichnungen, Anmerkungen) | Höchstplatzierung, Gesamtwochen, AuszeichnungChartplatzierungen (Jahr, Titel, Album, Platzierungen, Wochen, Auszeichnungen, Anmerkungen) | Höchstplatzierung, Gesamtwochen, AuszeichnungChartplatzierungen (Jahr, Titel, Album, Platzierungen, Wochen, Auszeichnungen, Anmerkungen) | Anmerkungen                                                   |
| Jahr | Titel Album                                            | DE | AT | CH | UK | US | Anmerkungen                                                   |
| ---- | ------------------------------------------------------ | --- | --- | --- | --- | --- | ------------------------------------------------------------- |
| 2015 | LA Devotee Death of a Bachelor                         | — | — | — | UK— SilberUK | US— PlatinUS | Erstveröffentlichung: 26. November 2015 Verkäufe: + 1.255.000 |
| 2015 | Don’t Threaten Me with a Good Time Death of a Bachelor | — | — | — | UK— GoldUK | US— ×2DoppelplatinUS | Erstveröffentlichung: 31. Dezember 2015 Verkäufe: + 2.440.000 |
| 2018 | (Fuck A) Silver Lining Pray for the Wicked             | — | — | — | — | US— GoldUS | Erstveröffentlichung: 21. März 2018 Verkäufe: + 500.000       |
| 2018 | King of the Clouds Pray for the Wicked                 | — | — | — | — | US— GoldUS | Erstveröffentlichung: 18. Juni 2018 Verkäufe: + 500.000       |
| 2022 | Middle of a Breakup Viva Las Vengeance                 | — | — | — | — | — | Erstveröffentlichung: 20. Juli 2022                           |
| 2022 | Local God Viva Las Vengeance                           | — | — | — | — | — | Erstveröffentlichung: 5. August 2022                          |
| 2022 | Don’t Let the Light Go Out Viva Las Vengeance          | — | — | — | — | — | Erstveröffentlichung: 16. August 2022                         |

## Sonderveröffentlichungen

### Alben
| Jahr | Titel Musiklabel                                            | Anmerkungen                                                       |
| ---- | ----------------------------------------------------------- | ----------------------------------------------------------------- |
| 2006 | Live Session (iTunes Exclusive) Decaydance, Fueled by Ramen | Erstveröffentlichung: 13. Juni 2006 Vertrieb nur über iTunes      |
| 2011 | iTunes Live Decaydance, Fueled by Ramen                     | Erstveröffentlichung: 27. September 2011 Vertrieb nur über iTunes |

### Lieder
| Jahr | Titel Album                                                 | Anmerkungen                                                              |
| ---- | ----------------------------------------------------------- | ------------------------------------------------------------------------ |
| 2005 | 7 Minutes in Heaven (Atavan Halen) From Under the Cork Tree | Erstveröffentlichung: 3. Mai 2005 Fall Out Boy feat. Panic! at the Disco |

| Jahr | Titel Soundtrack zu                              | Anmerkungen                                                                 |
| ---- | ------------------------------------------------ | --------------------------------------------------------------------------- |
| 2006 | This Is Halloween The Nightmare before Christmas | Erstveröffentlichung: 24. Oktober 2006                                      |
| 2009 | New Perspective Jennifer’s Body                  | Erstveröffentlichung: 25. August 2009                                       |
| 2011 | Mercenary Batman: Arkham City                    | Erstveröffentlichung: 4. Oktober 2011                                       |
| 2016 | Bohemian Rhapsody Suicide Squad                  | Erstveröffentlichung: 5. August 2016 Original: Queen                        |
| 2018 | The Greatest Show The Greatest Showman           | Erstveröffentlichung: 16. November 2018                                     |
| 2019 | Into the Unknown Frozen II                       | Erstveröffentlichung: 15. November 2019 Original: Idina Menzel feat. Aurora |

## Statistik

### Chartauswertung
|                     | DE    | AT    | CH    | UK    | US    |
| ------------------- | ----- | ----- | ----- | ----- | ----- |
| Nummer-eins-Alben   | DE—DE | AT—AT | CH—CH | UK—UK | US2US |
| Top-10-Alben        | DE1DE | AT2AT | CH—CH | UK5UK | US5US |
| Alben in den Charts | DE7DE | AT7AT | CH6CH | UK7UK | US8US |

|                       | DE    | AT    | CH    | UK     | US     |
| --------------------- | ----- | ----- | ----- | ------ | ------ |
| Nummer-eins-Singles   | DE—DE | AT—AT | CH—CH | UK—UK  | US—US  |
| Top-10-Singles        | DE1DE | AT1AT | CH1CH | UK—UK  | US2US  |
| Singles in den Charts | DE3DE | AT2AT | CH2CH | UK15UK | US15US |

### Auszeichnungen für Musikverkäufe
| Silberne Schallplatte - Vereinigtes Königreich - 2024: für das Lied Crazy=Genius Goldene Schallplatte - Australien - 2008: für die Single Nine in the Afternoon - 2011: für die Single The Ballad of Mona Lisa - 2011: für die Single Say Amen (Saturday Night) - 2022: für das Album Pray for the Wicked - Dänemark - 2007: für die Single I Write Sins Not Tragedies - 2024: für die Single House of Memories - Frankreich - 2023: für die Single House of Memories - Italien - 2023: für die Single House of Memories - Kanada - 2018: für die Single Emperor’s New Clothes - 2018: für die Single Miss Jackson - 2018: für die Single This Is Gospel - 2018: für die Single Victorious - 2018: für das Album Too Weird to Live, Too Rare to Die! - 2018: für die Single Don’t Threaten Me with a Good Time - 2018: für die Single LA Devotee - 2018: für die Single Hallelujah - 2018: für die Single Nine in the Afternoon - 2019: für die Single Say Amen (Saturday Night) - 2022: für das Album Pretty. Odd. - Neuseeland - 2018: für die Single Hallelujah - 2019: für die Single LA Devotee - 2019: für die Single Death of a Bachelor - 2023: für das Album Too Weird to Live, Too Rare to Die! - Niederlande - 2019: für das Album Pray for the Wicked - Norwegen - 2018: für die Single High Hopes - Spanien - 2024: für die Single House of Memories - Vereinigte Staaten - 2021: für das Lied Crazy=Genius - 2021: für das Lied Roaring 20s - 2023: für das Lied Camisado - 2023: für das Lied Casual Affair - 2023: für das Lied Collar Full - 2023: für das Lied Golden Days - 2023: für das Lied Impossible Year - 2023: für das Lied Sarah Smiles - 2023: für das Lied The Good, The Bad and The Dirty - 2023: für das Lied There’s a Good Reason These Tables Are Numbered Honey,You Just Haven’t Thought of It Yet - 2023: für das Lied Time To Dance - 2023: für das Lied Vegas Lights | Platin-Schallplatte - Australien - 2006: für das Album A Fever You Can’t Sweat Out - Belgien - 2019: für die Single High Hopes - Brasilien - 2024: für die Single Into the Unknown - Dänemark - 2023: für das Album Pray for the Wicked - 2024: für das Album Death of a Bachelor - Japan - 2024: für das Streaming High Hopes - Kanada - 2006: für das Album A Fever You Can’t Sweat Out - 2022: für die Single Death of a Bachelor - 2022: für die Single House of Memories - 2022: für das Album Death of a Bachelor - 2022: für das Album Pray for the Wicked - Neuseeland - 2020: für das Album Pray for the Wicked - 2020: für das Album Death of a Bachelor - Niederlande - 2019: für die Single High Hopes - Vereinigte Staaten - 2023: für das Lied Nicotine 2× Platin-Schallplatte - Dänemark - 2022: für die Single High Hopes - Italien - 2019: für die Single High Hopes - Kanada - 2022: für die Single Hey Look Ma, I Made It - Neuseeland - 2022: für die Single I Write Sins Not Tragedies - 2024: für das Album A Fever You Can’t Sweat Out - Polen - 2024: für die Single House of Memories - Portugal - 2020: für die Single High Hopes - Spanien - 2024: für die Single High Hopes | 4× Platin-Schallplatte - Kanada - 2022: für die Single I Write Sins Not Tragedies - Neuseeland - 2023: für die Single High Hopes 5× Platin-Schallplatte - Australien - 2020: für die Single High Hopes 9× Platin-Schallplatte - Kanada - 2022: für die Single High Hopes Diamantene Schallplatte - Frankreich - 2021: für die Single High Hopes - Polen - 2021: für die Single High Hopes |

Anmerkung: Auszeichnungen in Ländern aus den Charttabellen bzw. Chartboxen sind in ebendiesen zu finden.
| Land/RegionAuszeichnungen für Musikverkäufe (Land/Region, Auszeichnungen, Verkäufe, Quellen) | Silber       | Gold       | Platin         | Diamant     | Verkäufe   | Quellen              |
| -------------------------------------------------------------------------------------------- | ------------ | ---------- | -------------- | ----------- | ---------- | -------------------- |
| Australien (ARIA)                                                                            | —            | 4× Gold4   | 6× Platin6     | —           | 560.000    | aria.com.au          |
| Belgien (BRMA)                                                                               | —            | —          | Platin1        | —           | 40.000     | ultratop.be          |
| Brasilien (PMB)                                                                              | —            | —          | Platin1        | —           | 40.000     | pro-musicabr.org.br  |
| Dänemark (IFPI)                                                                              | —            | 2× Gold2   | 4× Platin4     | —           | 269.000    | ifpi.dk              |
| Deutschland (BVMI)                                                                           | —            | Gold1      | Platin1        | —           | 600.000    | musikindustrie.de    |
| Frankreich (SNEP)                                                                            | —            | —          | Platin1        | Diamant1    | 533.333    | snepmusique.com      |
| Italien (FIMI)                                                                               | —            | Gold1      | 2× Platin2     | —           | 150.000    | fimi.it              |
| Japan (RIAJ)                                                                                 | —            | —          | Platin1        | —           | —          | riaj.or.jp           |
| Kanada (MC)                                                                                  | —            | 11× Gold11 | 20× Platin20   | —           | 2.060.000  | musiccanada.com      |
| Neuseeland (RMNZ)                                                                            | —            | 4× Gold4   | 10× Platin10   | —           | 292.500    | radioscope.co.nz NZ2 |
| Niederlande (NVPI)                                                                           | —            | Gold1      | Platin1        | —           | 60.000     | nvpi.nl              |
| Norwegen (IFPI)                                                                              | —            | Gold1      | —              | —           | 30.000     | ifpi.no              |
| Österreich (IFPI)                                                                            | —            | —          | 4× Platin4     | —           | 105.000    | ifpi.at              |
| Polen (ZPAV)                                                                                 | —            | —          | 2× Platin2     | Diamant1    | 200.000    | olis.pl              |
| Portugal (AFP)                                                                               | —            | —          | 2× Platin2     | —           | 20.000     | Einzelnachweise      |
| Schweiz (IFPI)                                                                               | —            | —          | Platin1        | —           | 20.000     | hitparade.ch         |
| Spanien (Promusicae)                                                                         | —            | Gold1      | 2× Platin2     | —           | 150.000    | elportaldemusica.es  |
| Vereinigte Staaten (RIAA)                                                                    | —            | 21× Gold21 | 54× Platin54   | —           | 64.500.000 | riaa.com             |
| Vereinigtes Königreich (BPI)                                                                 | 12× Silber12 | 9× Gold9   | 9× Platin9     | —           | 9.760.000  | bpi.co.uk            |
| Insgesamt                                                                                    | 12× Silber12 | 56× Gold56 | 122× Platin122 | 2× Diamant2 |            |                      |